# Dezbateri academice în România
Dezbaterile academice din România au apărut după anul 1990, prin înființarea unor cluburi de dezbateri în urma unor stagii de formare. Anterior, primul contact al educației cu dezbaterile academice l-a reprezentat introducerea logicii ca disciplină de studiu obligatorie.
Există mai multe organizații ce promovează această disciplină, participanții având la dispoziție diverse competiții, inclusiv o Olimpiadă școlară aprobată de Ministerul Educației.

## Istoric
Dezbaterea este o practică antică care se presupune că are o vechime de 2400 de ani. Competițiile școlare de dezbateri (numite și dezbateri academice) reprezintă o tradiție în unele state. De exemplu, în Statele Unite, dezbaterea a fost stabilită ca un instrument educațional solid atât la nivel secundar, cât și terțiar. La nivel universitar, dezbaterea este utilizată ca instrument didactic în diferite discipline, cum ar fi în marketing, sociologie, stomatologie și asistență medicală.
În România, primul contact al educației cu dezbaterile academice l-a reprezentat introducerea logicii ca disciplină de studiu obligatorie. După o perioadă în care aceasta a lipsit din programă în timpul regimului lui Nicolae Ceaușescu, după 1989 a fost reintrodusă, sub numele de „Logica și argumentare”. În anii 90, odată cu încheierea regimului comunist, s-a născut „mișcarea de dezbateri educative”, implementată în  fostele state comuniste din Europa de est.
Fundația pentru o Societate Deschisă, înființată în 1993 a organizat primul stagiu de formare din cadrul mișcării de dezbateri educative. Acesta a fost primul pas al introducerii competițiilor de dezbateri în România, organizând traininguri și înființând cluburi de dezbateri. Numărul acestor cluburi a crescut de-a lungul timpului.

## Organizare
În prezent, organizația principală care se ocupă de gestionarea dezbaterilor academice în România este Asociația Română de Dezbateri, Oratorie și Retorică (ARDOR). Aceasta datează de 20 de ani și cuprinde 6 asociații regionale care gestionează cluburile de dezbateri din proximitatea lor locală. Sub egida acestora, profesori din toată țara pot crea cluburi de dezbateri în școala lor.
Cele 6 asociații membre:
- ARDOR MUNTENIA[6]
- AGORA DEBATE[7]
- Asociația Cluburilor de Dezbateri din Vest[8]
- AES Asociația de Educație Socială[9]
- ACORD Asociația pentru Comunicare, Oratorie, Retorică și Dezbateri
- ARGO Debate

## Competiții
ARDOR este parteneră cu British Council, alături de care au dezvoltat și un curs de dezbateri pentru adulți, care face parte dintr-un proiect mai mare, cu susținerea Romanian American Foundation. ARDOR întreține circuitul de competiții de dezbateri pentru elevi de liceu în România, printre care notabilă este Saint George City of Debate.
Alte oportunități de a participa la competiții de dezbateri sunt Olimpiada Națională de Argumentare, Dezbatere și Gândire critică „Tinerii Dezbat”, precum și competițiile de tip MUN (Modelul Națiunilor Unite) sau cluburile private din țară.
Competițiile MUN sunt realizate de către Asociația Tineretului ONU din România. Această asociație organizează simulări academice de dezbateri ale unor probleme de interes internațional ale instituțiilor Organizației Națiunilor Unite. Cea mai mare dintre aceste simulări este Bucharest International Student Model United Nations (BISMUN).
Între 27 februarie și 2 martie, România va găzdui Campionatul European de Dezbateri pentru Elevi. 

## Forumul Național de Dezbateri Academice
Forumul Național de Dezbateri Academice (FNDA), organizat anual prin rotație de către asociațiile membre ARDOR, este cea mai mare competiție de dezbateri academice pentru elevii de liceu din România. Competiția se desfășoară pe parcursul a 5 zile și presupune 7 runde de dezbateri în limba română.

## Olimpiada Națională de Dezbatere, Argumentare și Gândire Critică "Tinerii Dezbat"
Olimpiada Națională de Dezbatere, Argumentare și Gândire Critică "Tinerii Dezbat" este organizată anual de către Ministerul Educației prin intermediul inspectoratele școlare.
Olimpiada are drept scop cultivarea unei atitudini critice, bazate pe rațiune, în rândurile elevilor și conștientizarea valorilor cetățeniei active și democratice, prin înțelegerea informată a realităților sociale, susținerea dialogului interetnic și a nondiscriminării, dezbaterea argumentată și exersarea atitudinii tolerante și deschise față de diferențele sociale, etnice, economice etc., care pot constitui bariere în comunicare.

## Echipa Națională a României la Campionatul Mondial de Dezbateri pentru Elevi
România participă la Campionatul Mondial de Dezbateri Academice pentru Elevi din anul 2004. Selectarea, antrenarea și administrarea activității lotului național se desfășoară de către ARDOR.
Campionatul Mondial de Dezbateri Academice pentru Elevi se desfășoară în formatul World Schools. Acest format presupune meciuri de dezbateri de câte 2 echipe (o echipă afirmatoare și o echipă negatoare) asupra unor teme de dezbateri numite moțiuni. Campionatul Mondial are ca structură 9 meciuri de dezbateri în echipe de câte 5 elevi, desfășurate pe parcursul a 5 zile.
Campionatul are 3 categorii de limbă pe baza cărora se realizează clasamentul final: Categoria Deschisă (Open), Categoria Engleza ca Limbă Secundară (ESL) și Categoria Engleza ca Limbă Străină (EFL). O echipă se poate califica la categoriile superioare de limbă. Astfel, o echipă care concurează la categoria EFL se poate califica la categoria Open în urma performanței. Echipa Națională a României participă la categoria EFL, dar s-a calificat de multiple ori la categoria Open.
| An        | Loc                | Rezultat                                | Note   |
| --------- | ------------------ | --------------------------------------- | ------ |
| 2016/2017 | Bali, Indonezia    | Locul 4 EFL                             | -      |
| 2017/2018 | Zagreb, Coația     | Optimi de finală Open                   | -      |
| 2018/2019 | Bangkok, Thailanda | Optimi parțiale de finală Open          | -      |
| 2019/2020 | New Mexico, Mexic  | Optimi de finală Open, Primul Loc EFL   | [ 17 ] |
| 2020/2021 | Macao, China       | Sferturi de finală Open, Primul Loc EFL | [ 18 ] |
| 2021/2022 | Online, Olanda     | Optimi de finală Open                   | -      |
| 2022/2023 | Hanoi, Vietnam     | -                                       | -      |
| 2023/2024 | Belgrad, Serbia    | -                                       | [ 19 ] |